# 島田城

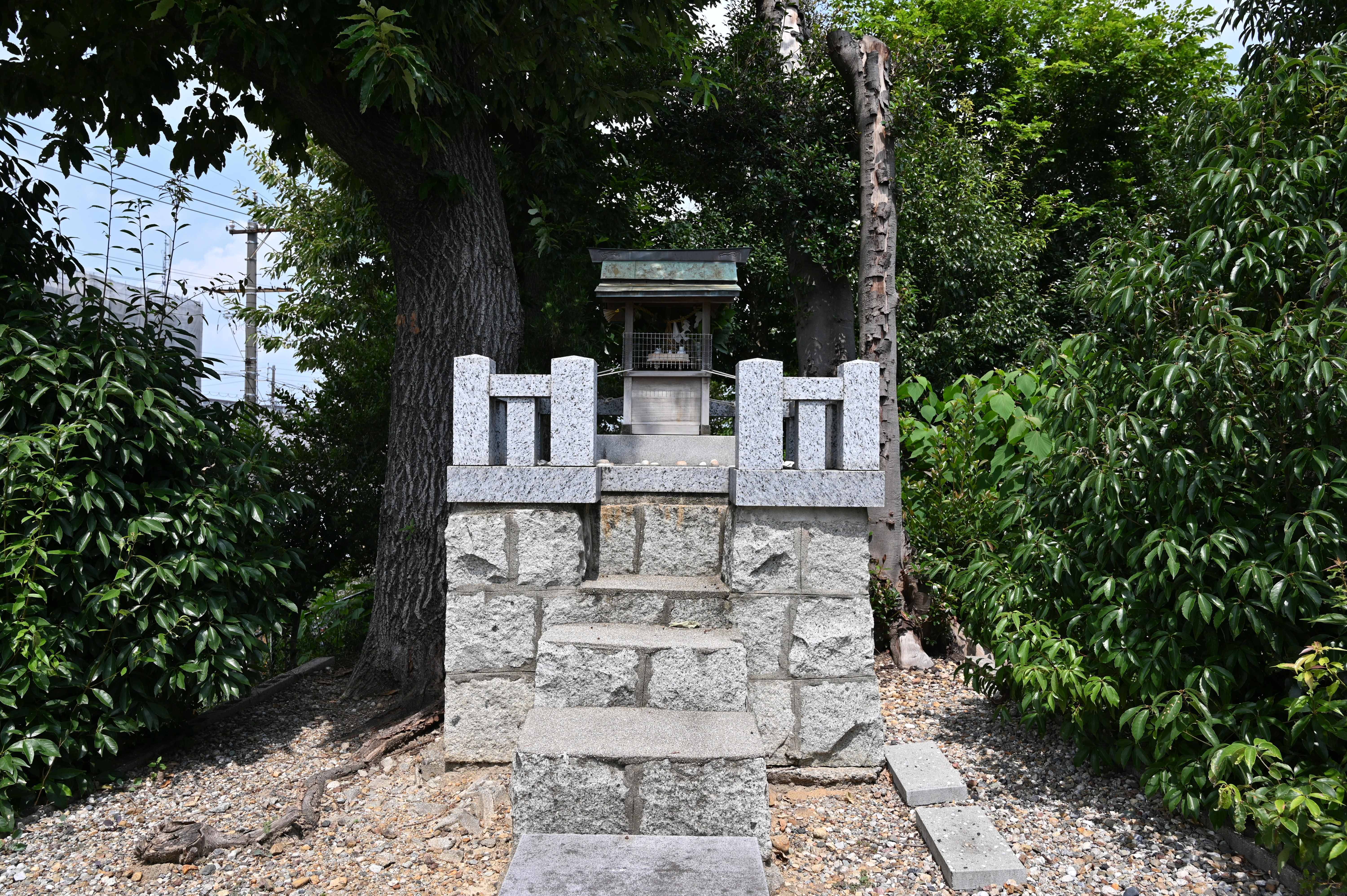
島田城址に鎮座する牧神社

島田城（しまだじょう）は、尾張国愛知郡（現愛知県名古屋市天白区島田）にあった日本の城（平城）。県遺跡番号010064として埋蔵文化財包蔵地になっている。

## 歴史
室町時代初期、尾張・遠江・越前の守護斯波高経が鎌倉街道の要所となるこの地に築城した。詳しい築城年は不明である。室町時代末期、斯波義銀の従兄弟牧長義が小林城主となり、その出城として島田城を修理した。
北には天白川、東には島田川が流れる。尾張志では、島田城の規模は東西約40間（約76メートル）、南北約100間（約182メートル）とされる。
牧顕朝の子孫が代々城主をつとめ、牧義次・牧義汎・牧左近・牧虎蔵（牧野虎蔵）と続いていった。江戸時代以降も、この地域に牧一族は住み続け、現在も牧姓が周辺に多い。
現在はかつての中心部付近に牧神社が鎮座していて、私有地ではあるが立ち入りが可能となっている。土地区画整理が行われる前は濠や矢場が一部残っていた。

## 所在地
愛知県名古屋市天白区島田5丁目

## ギャラリー

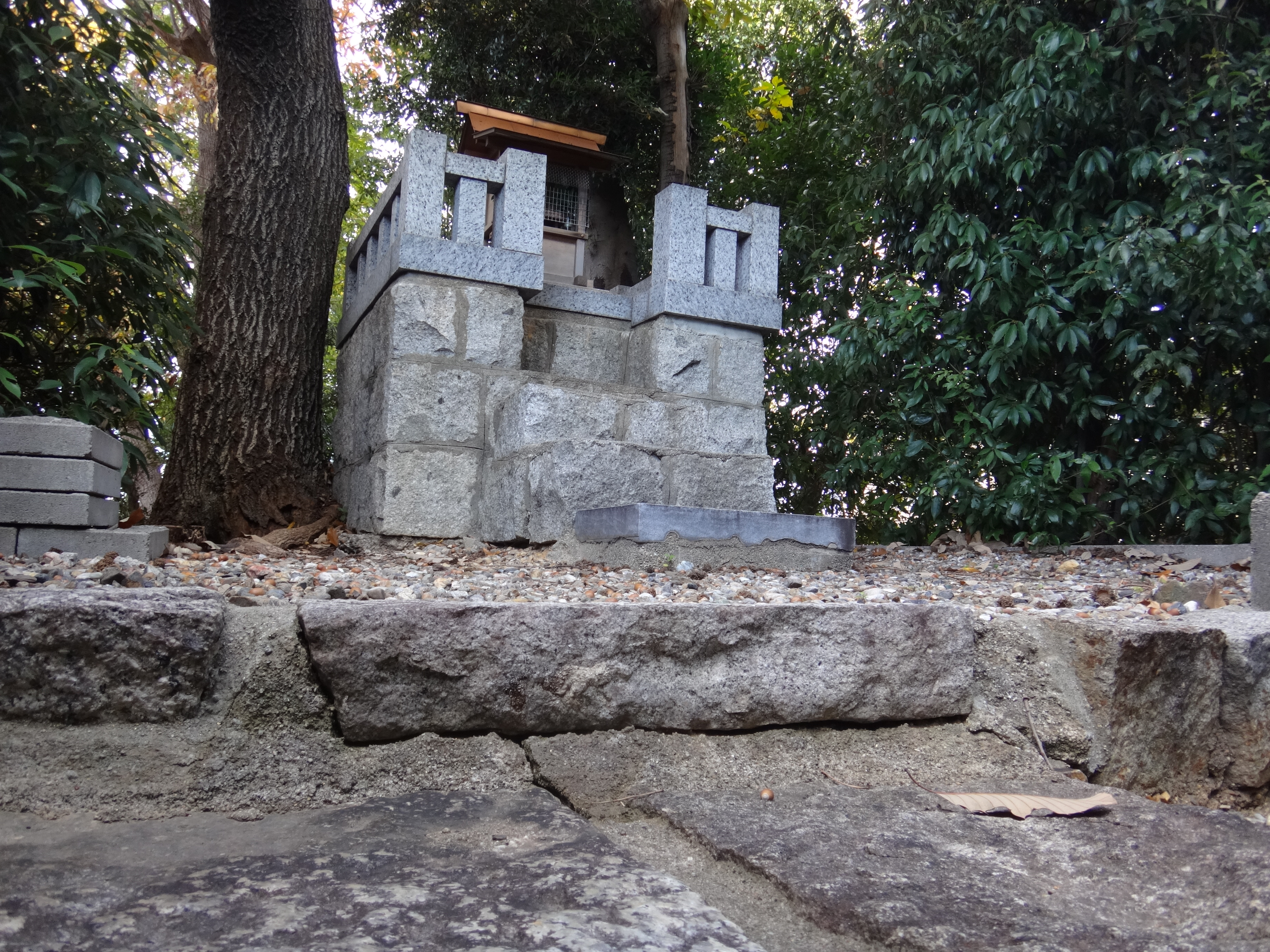
牧神社 （2023年12月）
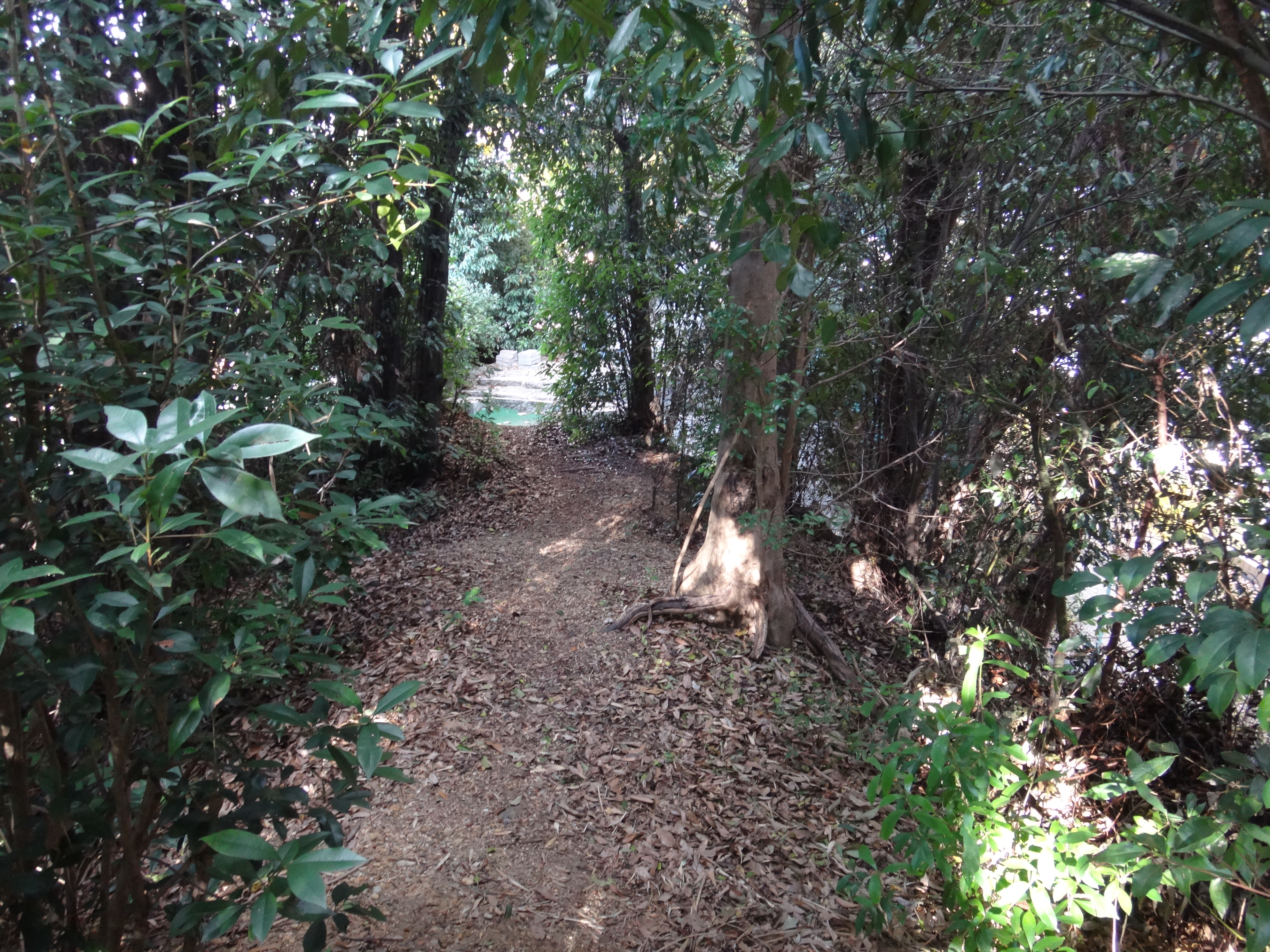
島田城の盛り土 （2023年12月）